# Pablo Cepeda
Juan Pablo Cepeda Basualto, född 30 oktober 1976 i Högalids församling, Stockholms län, är en svensk artist, trumslagare och textförfattare av chilensk påbrå. Han var medkompositör till Adrenaline, "Fiesta" och "Blanca". Adrenaline framfördes av Méndez i Melodifestivalen 2002. Andra Mendez låtar som han sjöng i var Fiesta, Blanca och Carnavale. I Melodifestivalen 2006 var han med i tävlingen som soloartist med låten La chica de la copa, som han kom sjua med i sin deltävling.
Utöver det har han uppträtt på Allsång på Skansen och turnerade sommaren 2007 med Rhapsody in Rock.
Pablo gör också rösten till Prins Naveen i Disneyfilmen Prinsessan och grodan och Ramón i Happy Feet 2, mm.
Hans fru, Vera Prada, är koreograf.

## Teater

### Roller
| År   | Roll          | Produktion                                           | Regi            | Teater     |
| ---- | ------------- | ---------------------------------------------------- | --------------- | ---------- |
| 2009 | Richie Valens | The Buddy Holly Musical Alan Janes och Rob Bettinson | Pontus Ströbaek | Göta Lejon |